# Ducato di Urbino
Il Ducato di Urbino (1446-1631) fu un'antica entità statuale dell'Italia centrale, di origine feudale e legata da vincoli di vassallaggio allo Stato Pontificio. Si estendeva in larga misura nella parte settentrionale dell'odierna Regione Marche, nell’attuale provincia di Pesaro e Urbino a eccezione del territorio della città di Fano, e in parte dell'attuale provincia di Ancona (odierni comuni di Senigallia e Trecastelli); i comuni dell'Alta Valmarecchia; parte dell'Alta Umbria, coincidente con il territorio odierno dei comuni di Gubbio, Scheggia e Pascelupo, Costacciaro e parte dei comuni di Umbertide, Sigillo e, dal 1497, di Assisi e Valfabbrica.

## Istituzione
La nascita del ducato risale al 1443, in virtù della nomina di Oddantonio II da Montefeltro a duca di Urbino da parte del papa Eugenio IV. Lo Stato ebbe fino al 1523 per capitale la città omonima, divenuta ben presto uno dei centri focali del Rinascimento italiano. Da quell'anno fino all'estinzione del ducato nel 1631 la capitale fu invece trasferita nella più grande città di Pesaro.
Nel 1506 venne fondata l'Università di Urbino.

## Confini
All'epoca della propria costituzione il ducato di Urbino confinava nella sua parte nordorientale con il mare Adriatico, a occidente con la Repubblica di Firenze e con alcuni comuni delle aree toscana e umbra, tra cui Perugia e Assisi.

## Storia

### I Da Montefeltro
La nomina papale trasformò la contea di Urbino, costituita nel 1213, in ducato governato dalla famiglia Montefeltro.
Fu il papa Eugenio IV infatti, nel 1443, a nominare Oddantonio II da Montefeltro primo duca di Urbino. Egli regnò però per meno di un anno, dal 1443 al 1444, prima di essere assassinato. Prese dunque il potere il fratellastro maggiore Federico, uno dei più grandi principi nello scacchiere italiano dell'epoca, celebre tanto come condottiero in battaglia quanto come colto mecenate delle arti. Alternò importanti campagne militari a una folgorante carriera di statista, occupandosi anche dell'erezione del Palazzo Ducale e proteggendo presso la sua corte artisti famosissimi, da Leon Battista Alberti a Piero della Francesca, da Paolo Uccello a Pedro Berruguete, da Luca della Robbia a Giusto di Gand, oltre al nutrito gruppo di architetti e scultori che abbellì il suo palazzo.
Confermato duca nel 1474, promosse la costruzione di numerose rocche progettate da Francesco di Giorgio e raccolse una delle biblioteche più importanti del Rinascimento. Sposò nel 1459 Battista Sforza e resse con solida autorità il proprio regno fino alla morte nel 1482. Durante la signoria di Federico lo Stato raggiunse la sua massima espansione territoriale e una notevole prosperità economica. Tanta era l'importanza del Ducato che Urbino attirava o ospitava a quei tempi, tra gli altri, Piero della Francesca, Melozzo da Forlì, Luca Signorelli, Perugino, Giovanni Santi, padre di Raffaello Sanzio, Pinturicchio e Francesco di Giorgio Martini, nonché un giovane Bramante. Dal 1480 circa la città di Gubbio divenne la seconda residenza della famiglia ducale.
Dopo un periodo di reggenza da parte di Ottaviano Ubaldini della Carda salì al potere Guidobaldo I da Montefeltro, giovane promettente ma malato fin dalla gioventù, che per tale ragione non riuscì a eguagliare la carriera militare del padre, pur prendendo parte ad alcune battaglie come condottiero. Sposò Elisabetta Gonzaga e protesse artisti quali Raffaello, il Bramantino e Luca Signorelli. Celebre monumento letterario alla corte sua e di sua moglie è il Cortegiano di Baldassarre Castiglione. Il suo regno venne turbato dalle lotte contro lo Stato della Chiesa, in particolare le conquiste, mai di lunga durata, subite dai nipoti dei pontefici, quali Cesare Borgia e Lorenzo de' Medici.

### I Della Rovere

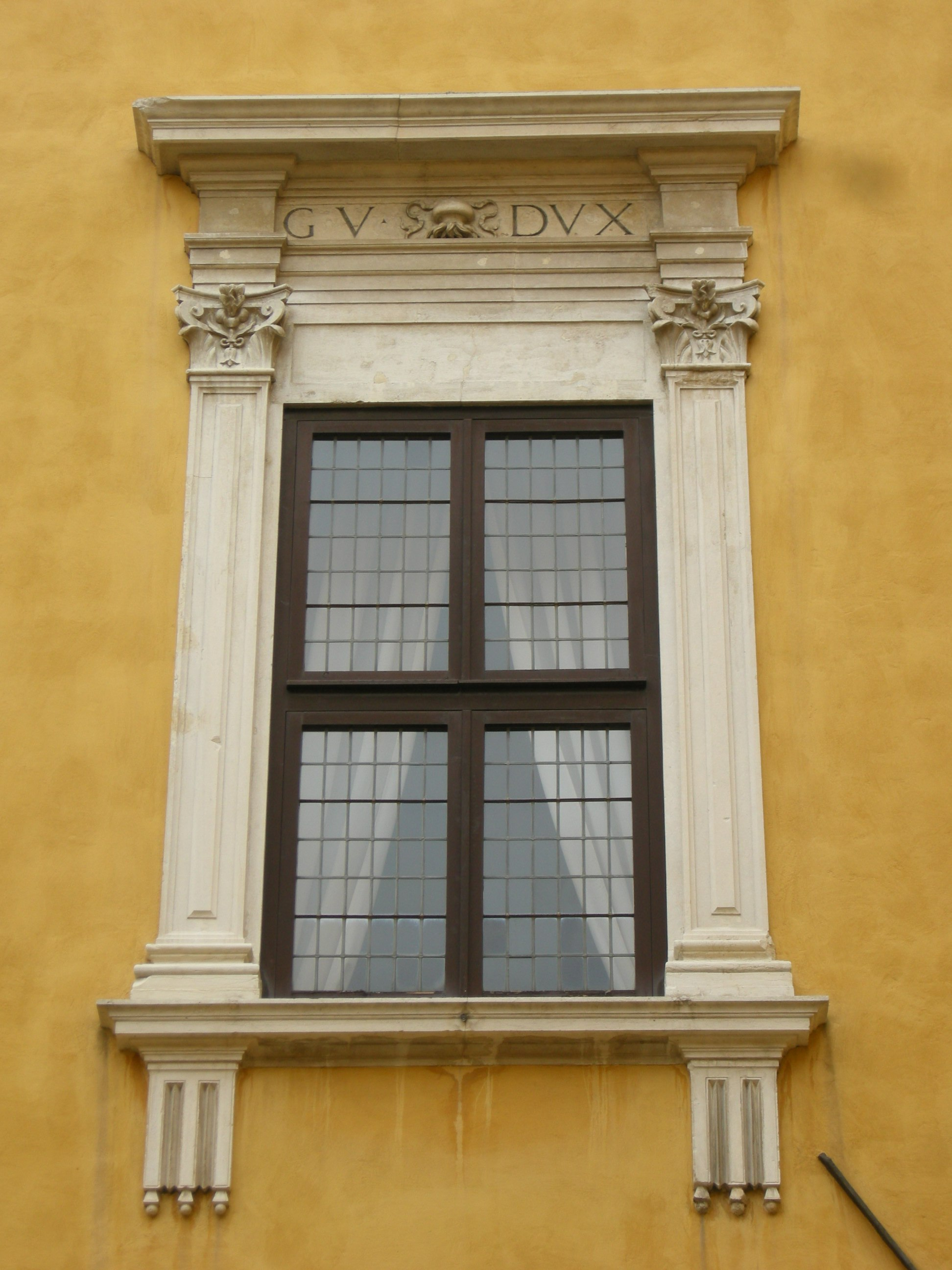
Finestra nel cortile di Palazzo Ducale a Pesaro con le iniziali di Guidobaldo II della Rovere

Guidobaldo morì senza figli, non prima di avere però adottato il primogenito di sua sorella Giovanna, Francesco Maria I della Rovere, che divenne il quarto duca di Urbino. Francesco Maria riuscì a riprendere Urbino al papa Medici e fu capace anche di ampliare lo Stato con Senigallia e, soprattutto, Pesaro, che venne scelta come nuova capitale del ducato nel 1523. La città di Urbino ne risentì, sia sotto il profilo economico che demografico, ma lo Stato continuò a godere di una relativa prosperità fino agli inizi del XVII secolo. Con la moglie Eleonora Gonzaga si dedicò alla costruzione di nuove sontuose dimore, tra cui il Palazzo Ducale e la Villa Imperiale di Pesaro, e fu protettore di artisti quali Tiziano, Girolamo Genga, Raffaellino del Colle e Dosso Dossi.
Nel 1538 gli succedette il figlio Guidobaldo II della Rovere, quinto duca, che si sposò due volte, con Giulia Varano e con Vittoria Farnese. A differenza del padre amò risiedere nel palazzo di Urbino, dove promosse la sistemazione del secondo piano. Suoi ministri furono Antonio Stati conte di Montebello e Pietro Bonarelli conte (poi marchese) di Orciano, appartenente alla nobile famiglia dei Bonarelli d'Ancona. Tra gli artisti che protesse ci furono Tiziano, Battista Franco e Bartolomeo Genga.
Nel 1563 veniva creata la provincia ecclesiastica dell'arcidiocesi di Urbino formata dalle diocesi presenti nel Ducato, all'epoca un caso particolare poiché Urbino era la prima arcidiocesi e la prima provincia ecclesiastica eretta entro lo Stato pontificio (di cui Urbino era un feudo) dalla sua fondazione nell'VIII secolo; l'unico altro caso (non considerando le città "esterne" di Benevento e Avignone) era la provincia dell'arcidiocesi di Ravenna fondata ai tempi dell'Impero romano.
Alla morte di Guidobaldo II nel 1574 gli succedette il sesto e ultimo duca, suo figlio Francesco Maria II della Rovere, personalità cupa e torva, alla spagnolesca, affascinante nei suoi rapporti quasi da "amico" con Torquato Tasso e Federico Barocci. Preoccupato dal problema dell'erede ebbe finalmente Federico Ubaldo nel 1606. Il giovane si sposò con Claudia de' Medici e fece in tempo ad avere una figlia, Vittoria, prima di morire in circostanze misteriose nel 1623, prima di diventare duca.
Il vecchio Francesco Maria II si piegò così al destino e si adoperò, negli ultimi anni, a favorire la devoluzione del suo Stato ("terre e castelli") alla Curia Romana, firmando un atto fin dal 1625. Alla sua morte, nel 1631, il papa Urbano VIII decretò la devoluzione del Ducato allo Stato Pontificio, facendo valere sia i diritti feudali che la Santa Sede vantava sul Ducato sia le volontà dell'ultimo duca.
Tutte le cose mobili della casata rimasero però di proprietà personale di Vittoria che, sposandosi con il Granduca di Toscana Ferdinando II de' Medici, portò con sé a Firenze le straordinarie raccolte di dipinti, gioielli e oggetti vari.
Subito dopo l'incorporazione del Ducato fu costituita la Legazione di Urbino che, nel Settecento, diede nome all'omonima provincia pontificia.

## Linea dinastica dei Duchi di Urbino

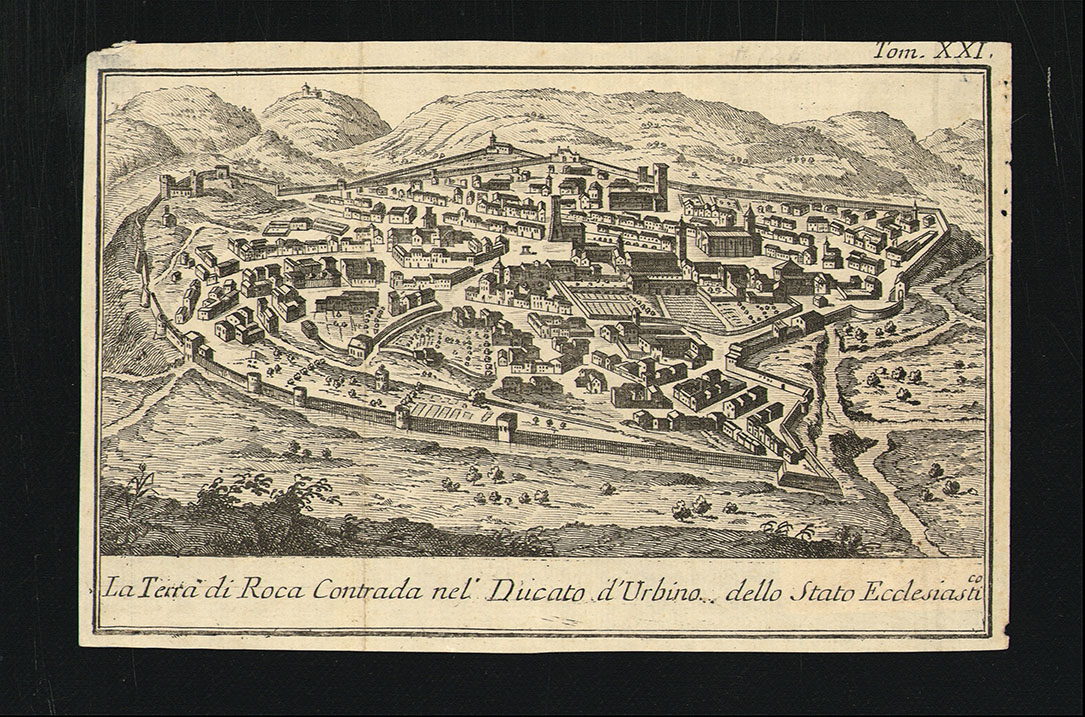
il ducato di Urbino

Da Montefeltro
| Nome       | Ritratto | Data di nascita | Regno             | Regno             | Matrimoni                                                                        | Note                                                        | Nº |
| Nome       | Ritratto | Data di nascita | Inizio            | Fine              | Matrimoni                                                                        | Note                                                        | Nº |
| ---------- | -------- | --------------- | ----------------- | ----------------- | -------------------------------------------------------------------------------- | ----------------------------------------------------------- | -- |
| Oddantonio |          | 18 gennaio 1427 | 26 aprile 1443    | 22 luglio 1444    | -                                                                                | Figlio di Guidantonio e di Caterina Colonna; fu assassinato | 1  |
| Federico   |          | 7 giugno 1422   | 23 luglio 1444    | 10 settembre 1482 | (1) Gentile Brancaleoni nessun figlio (2) Battista Sforza un figlio e sei figlie | Forse figlio illegittimo di Guidantonio                     | 2  |
| Guidobaldo |          | 24 gennaio 1472 | 10 settembre 1482 | 1502 deposizione  | Elisabetta Gonzaga nessun figlio                                                 | Figlio di Federico e Battista                               | 3  |

Borgia
| Nome   | Ritratto | Data di nascita   | Regno  | Regno            | Matrimoni                     | Note                                                                               | Nº |
| Nome   | Ritratto | Data di nascita   | Inizio | Fine             | Matrimoni                     | Note                                                                               | Nº |
| ------ | -------- | ----------------- | ------ | ---------------- | ----------------------------- | ---------------------------------------------------------------------------------- | -- |
| Cesare |          | 13 settembre 1475 | 1502   | 1504 deposizione | Charlotte d'Albret una figlia | Figlio illegittimo del papa Alessandro VI e Duca di Romagna; morì il 12 marzo 1507 | 4  |

Da Montefeltro
| Nome       | Ritratto | Data di nascita | Regno  | Regno          | Matrimoni:                       | Note                | Nº |
| Nome       | Ritratto | Data di nascita | Inizio | Fine           | Matrimoni:                       | Note                | Nº |
| ---------- | -------- | --------------- | ------ | -------------- | -------------------------------- | ------------------- | -- |
| Guidobaldo |          | 24 gennaio 1472 | 1504   | 11 aprile 1508 | Elisabetta Gonzaga nessun figlio | Ritornato al potere | 3  |

Della Rovere
| Nome              | Ritratto | Data di nascita | Regno          | Regno            | Matrimoni                               | Note                                                                                        | Nº |
| Nome              | Ritratto | Data di nascita | Inizio         | Fine             | Matrimoni                               | Note                                                                                        | Nº |
| ----------------- | -------- | --------------- | -------------- | ---------------- | --------------------------------------- | ------------------------------------------------------------------------------------------- | -- |
| Francesco Maria I |          | 25 marzo 1490   | 11 aprile 1508 | 1516 deposizione | Eleonora Gonzaga due figli e tre figlie | Figlio di Giovanna da Montefeltro, figlia di Federico; nel 1517 tentò di riprendersi Urbino | 5  |

Medici
| Nome    | Ritratto | Data di nascita  | Regno  | Regno         | Matrimoni                                  | Note                                                                   | Nº |
| Nome    | Ritratto | Data di nascita  | Inizio | Fine          | Matrimoni                                  | Note                                                                   | Nº |
| ------- | -------- | ---------------- | ------ | ------------- | ------------------------------------------ | ---------------------------------------------------------------------- | -- |
| Lorenzo |          | 4 settembre 1493 | 1516   | 4 maggio 1519 | Madeleine de la Tour d'Auvergne una figlia | Nipote del papa Leone X, che lo fece duca; fu anche signore di Firenze | 6  |

Della Rovere
| Nome               | Ritratto | Data di nascita  | Regno             | Regno                       | Matrimoni                                                                | Note                                                      | Nº |
| Nome               | Ritratto | Data di nascita  | Inizio            | Fine                        | Matrimoni                                                                | Note                                                      | Nº |
| ------------------ | -------- | ---------------- | ----------------- | --------------------------- | ------------------------------------------------------------------------ | --------------------------------------------------------- | -- |
| Francesco Maria I  |          | 25 marzo 1490    | fine 1521         | 20 ottobre 1538             | Eleonora Gonzaga due figli e tre figlie                                  | Riuscì a risalire sul trono solo dopo la morte di Leone X | 5  |
| Guidobaldo II      |          | 2 aprile 1514    | 20 ottobre 1538   | 28 settembre 1574           | (1) Giulia Varano una figlia (2) Vittoria Farnese un figlio e due figlie | Figlio di Francesco Maria                                 | 7  |
| Francesco Maria II |          | 20 febbraio 1549 | 28 settembre 1574 | 3 novembre 1621 abdicazione | (1) Lucrezia d'Este nessun figlio (2) Livia della Rovere un figlio       | Figlio di Guidobaldo II                                   | 8  |
| Federico Ubaldo    |          | 16 maggio 1605   | 3 novembre 1621   | 28 giugno 1623              | Claudia de' Medici una figlia                                            | Figlio di Francesco Maria II                              | 9  |
| Francesco Maria II |          | 20 febbraio 1549 | 28 giugno 1623    | 23 aprile 1631              | (1) Lucrezia d'Este nessun figlio (2) Livia della Rovere un figlio       | Nuovamente al potere dopo la morte del figlio             | 8  |

Il Ducato, già sotto il controllo dello Stato Pontificio dal 1625, ne viene assorbito entro i confini alla morte dell'ultimo Duca. Le collezioni artistiche dei Della Rovere andarono all'ultima discendente Vittoria, sposa di Ferdinando II de' Medici, e quindi trasferite in larga parte a Firenze.
 Linea di successione dei conti, poi duchi di Urbino 
|  |  |  |  |  |  |  |  |  |  |  |  |  |  |  |  |  |  |  |  |  |  |                     |                     |                     |                     |                     |                     |  |  |  |  |                |                |                |                |                |                |                                            |                                           |                                           |                                           |                                           |                                           |                      |                      |                      |                      |                          |                          |                          |                          | Antonio I 1150 – 1184                |                                      |                                      |                                      |                                      |                                      |                        |                        |                        |                        |                     |                     |                     |                     |                    |                    |                    |                    |                    |                    |  |  |  |  |  |  |  |  |  |  |  |  |  |  |  |  |  |  |  |  |  |  |  |  |
|  |  |  |  |  |  |  |  |  |  |  |  |  |  |  |  |  |  |  |  |  |  |                     |                     |                     |                     |                     |                     |  |  |  |  |                |                |                |                |                |                |                                            |                                           |                                           |                                           |                                           |                                           |                      |                      |                      |                      |                          |                          |                          |                          |                                      |                                      |                                      |                                      |                                      |                                      |                        |                        |                        |                        |                     |                     |                     |                     |                    |                    |                    |                    |                    |                    |  |  |  |  |  |  |  |  |  |  |  |  |  |  |  |  |  |  |  |  |  |  |  |  |
|  |  |  |  |  |  |  |  |  |  |  |  |  |  |  |  |  |  |  |  |  |  |                     |                     |                     |                     |                     |                     |  |  |  |  |                |                |                |                |                |                |                                            |                                           |                                           |                                           |                                           |                                           |                      |                      |                      |                      |                          |                          |                          |                          | Montefeltrano I 1184 – 1202          |                                      |                                      |                                      |                                      |                                      |                        |                        |                        |                        |                     |                     |                     |                     |                    |                    |                    |                    |                    |                    |  |  |  |  |  |  |  |  |  |  |  |  |  |  |  |  |  |  |  |  |  |  |  |  |
|  |  |  |  |  |  |  |  |  |  |  |  |  |  |  |  |  |  |  |  |  |  |                     |                     |                     |                     |                     |                     |  |  |  |  |                |                |                |                |                |                |                                            |                                           |                                           |                                           |                                           |                                           |                      |                      |                      |                      |                          |                          |                          |                          |                                      |                                      |                                      |                                      |                                      |                                      |                        |                        |                        |                        |                     |                     |                     |                     |                    |                    |                    |                    |                    |                    |  |  |  |  |  |  |  |  |  |  |  |  |  |  |  |  |  |  |  |  |  |  |  |  |
|  |  |  |  |  |  |  |  |  |  |  |  |  |  |  |  |  |  |  |  |  |  |                     |                     |                     |                     |                     |                     |  |  |  |  |                |                |                |                |                |                |                                            |                                           |                                           |                                           |                                           |                                           |                      |                      |                      |                      |                          |                          |                          |                          | Bonconte I 1202 – 1242               |                                      |                                      |                                      |                                      |                                      |                        |                        |                        |                        |                     |                     |                     |                     |                    |                    |                    |                    |                    |                    |  |  |  |  |  |  |  |  |  |  |  |  |  |  |  |  |  |  |  |  |  |  |  |  |
|  |  |  |  |  |  |  |  |  |  |  |  |  |  |  |  |  |  |  |  |  |  |                     |                     |                     |                     |                     |                     |  |  |  |  |                |                |                |                |                |                |                                            |                                           |                                           |                                           |                                           |                                           |                      |                      |                      |                      |                          |                          |                          |                          |                                      |                                      |                                      |                                      |                                      |                                      |                        |                        |                        |                        |                     |                     |                     |                     |                    |                    |                    |                    |                    |                    |  |  |  |  |  |  |  |  |  |  |  |  |  |  |  |  |  |  |  |  |  |  |  |  |
|  |  |  |  |  |  |  |  |  |  |  |  |  |  |  |  |  |  |  |  |  |  |                     |                     |                     |                     |                     |                     |  |  |  |  |                |                |                |                |                |                |                                            |                                           |                                           |                                           |                                           |                                           |                      |                      |                      |                      |                          |                          |                          |                          | Montefeltrano II 1242 – 1255         |                                      |                                      |                                      |                                      |                                      |                        |                        |                        |                        |                     |                     |                     |                     |                    |                    |                    |                    |                    |                    |  |  |  |  |  |  |  |  |  |  |  |  |  |  |  |  |  |  |  |  |  |  |  |  |
|  |  |  |  |  |  |  |  |  |  |  |  |  |  |  |  |  |  |  |  |  |  |                     |                     |                     |                     |                     |                     |  |  |  |  |                |                |                |                |                |                |                                            |                                           |                                           |                                           |                                           |                                           |                      |                      |                      |                      |                          |                          |                          |                          |                                      |                                      |                                      |                                      |                                      |                                      |                        |                        |                        |                        |                     |                     |                     |                     |                    |                    |                    |                    |                    |                    |  |  |  |  |  |  |  |  |  |  |  |  |  |  |  |  |  |  |  |  |  |  |  |  |
|  |  |  |  |  |  |  |  |  |  |  |  |  |  |  |  |  |  |  |  |  |  |                     |                     |                     |                     |                     |                     |  |  |  |  |                |                |                |                |                |                |                                            |                                           |                                           |                                           |                                           |                                           |                      |                      |                      |                      |                          |                          |                          |                          | Guido I 1255 – 1285                  |                                      |                                      |                                      |                                      |                                      |                        |                        |                        |                        |                     |                     |                     |                     |                    |                    |                    |                    |                    |                    |  |  |  |  |  |  |  |  |  |  |  |  |  |  |  |  |  |  |  |  |  |  |  |  |
|  |  |  |  |  |  |  |  |  |  |  |  |  |  |  |  |  |  |  |  |  |  |                     |                     |                     |                     |                     |                     |  |  |  |  |                |                |                |                |                |                |                                            |                                           |                                           |                                           |                                           |                                           |                      |                      |                      |                      |                          |                          |                          |                          |                                      |                                      |                                      |                                      |                                      |                                      |                        |                        |                        |                        |                     |                     |                     |                     |                    |                    |                    |                    |                    |                    |  |  |  |  |  |  |  |  |  |  |  |  |  |  |  |  |  |  |  |  |  |  |  |  |
|  |  |  |  |  |  |  |  |  |  |  |  |  |  |  |  |  |  |  |  |  |  |                     |                     |                     |                     |                     |                     |  |  |  |  |                |                |                |                |                |                |                                            |                                           |                                           |                                           |                                           |                                           |                      |                      |                      |                      |                          |                          |                          |                          | Federico I 1296 – 1322               |                                      |                                      |                                      |                                      |                                      |                        |                        |                        |                        |                     |                     |                     |                     |                    |                    |                    |                    |                    |                    |  |  |  |  |  |  |  |  |  |  |  |  |  |  |  |  |  |  |  |  |  |  |  |  |
|  |  |  |  |  |  |  |  |  |  |  |  |  |  |  |  |  |  |  |  |  |  |                     |                     |                     |                     |                     |                     |  |  |  |  |                |                |                |                |                |                |                                            |                                           |                                           |                                           |                                           |                                           |                      |                      |                      |                      |                          |                          |                          |                          |                                      |                                      |                                      |                                      |                                      |                                      |                        |                        |                        |                        |                     |                     |                     |                     |                    |                    |                    |                    |                    |                    |  |  |  |  |  |  |  |  |  |  |  |  |  |  |  |  |  |  |  |  |  |  |  |  |
|  |  |  |  |  |  |  |  |  |  |  |  |  |  |  |  |  |  |  |  |  |  |                     |                     |                     |                     |                     |                     |  |  |  |  |                |                |                |                |                |                |                                            |                                           |                                           |                                           |                                           |                                           |                      |                      |                      |                      |                          |                          |                          |                          |                                      |                                      |                                      |                                      |                                      |                                      |                        |                        |                        |                        |                     |                     |                     |                     |                    |                    |                    |                    |                    |                    |  |  |  |  |  |  |  |  |  |  |  |  |  |  |  |  |  |  |  |  |  |  |  |  |
|  |  |  |  |  |  |  |  |  |  |  |  |  |  |  |  |  |  |  |  |  |  |                     |                     |                     |                     |                     |                     |  |  |  |  |                |                |                |                |                |                |                                            |                                           |                                           |                                           |                                           |                                           | Guido II 1324 – 1360 | Guido II 1324 – 1360 | Guido II 1324 – 1360 | Guido II 1324 – 1360 | Guido II 1324 – 1360     | Guido II 1324 – 1360     |                          |                          | Nolfo 1324 – 1364                    | Nolfo 1324 – 1364                    | Nolfo 1324 – 1364                    | Nolfo 1324 – 1364                    | Nolfo 1324 – 1364                    | Nolfo 1324 – 1364                    |                        |                        | Galasso 1324 – 1353    | Galasso 1324 – 1353    | Galasso 1324 – 1353 | Galasso 1324 – 1353 | Galasso 1324 – 1353 | Galasso 1324 – 1353 |                    |                    |                    |                    |                    |                    |  |  |  |  |  |  |  |  |  |  |  |  |  |  |  |  |  |  |  |  |  |  |  |  |
|  |  |  |  |  |  |  |  |  |  |  |  |  |  |  |  |  |  |  |  |  |  |                     |                     |                     |                     |                     |                     |  |  |  |  |                |                |                |                |                |                |                                            |                                           |                                           |                                           |                                           |                                           | Guido II 1324 – 1360 | Guido II 1324 – 1360 | Guido II 1324 – 1360 | Guido II 1324 – 1360 | Guido II 1324 – 1360     | Guido II 1324 – 1360     |                          |                          | Nolfo 1324 – 1364                    | Nolfo 1324 – 1364                    | Nolfo 1324 – 1364                    | Nolfo 1324 – 1364                    | Nolfo 1324 – 1364                    | Nolfo 1324 – 1364                    |                        |                        | Galasso 1324 – 1353    | Galasso 1324 – 1353    | Galasso 1324 – 1353 | Galasso 1324 – 1353 | Galasso 1324 – 1353 | Galasso 1324 – 1353 |                    |                    |                    |                    |                    |                    |  |  |  |  |  |  |  |  |  |  |  |  |  |  |  |  |  |  |  |  |  |  |  |  |
|  |  |  |  |  |  |  |  |  |  |  |  |  |  |  |  |  |  |  |  |  |  |                     |                     |                     |                     |                     |                     |  |  |  |  |                |                |                |                |                |                |                                            |                                           |                                           |                                           |                                           |                                           |                      |                      |                      |                      |                          |                          |                          |                          | Federico II 1364 – 1370              |                                      |                                      |                                      |                                      |                                      |                        |                        |                        |                        |                     |                     |                     |                     |                    |                    |                    |                    |                    |                    |  |  |  |  |  |  |  |  |  |  |  |  |  |  |  |  |  |  |  |  |  |  |  |  |
|  |  |  |  |  |  |  |  |  |  |  |  |  |  |  |  |  |  |  |  |  |  |                     |                     |                     |                     |                     |                     |  |  |  |  |                |                |                |                |                |                |                                            |                                           |                                           |                                           |                                           |                                           |                      |                      |                      |                      |                          |                          |                          |                          |                                      |                                      |                                      |                                      |                                      |                                      |                        |                        |                        |                        |                     |                     |                     |                     |                    |                    |                    |                    |                    |                    |  |  |  |  |  |  |  |  |  |  |  |  |  |  |  |  |  |  |  |  |  |  |  |  |
|  |  |  |  |  |  |  |  |  |  |  |  |  |  |  |  |  |  |  |  |  |  |                     |                     |                     |                     |                     |                     |  |  |  |  |                |                |                |                |                |                |                                            |                                           |                                           |                                           |                                           |                                           |                      |                      |                      |                      |                          |                          |                          |                          | Antonio II 1370 – 1404               |                                      |                                      |                                      |                                      |                                      |                        |                        |                        |                        |                     |                     |                     |                     |                    |                    |                    |                    |                    |                    |  |  |  |  |  |  |  |  |  |  |  |  |  |  |  |  |  |  |  |  |  |  |  |  |
|  |  |  |  |  |  |  |  |  |  |  |  |  |  |  |  |  |  |  |  |  |  |                     |                     |                     |                     |                     |                     |  |  |  |  |                |                |                |                |                |                |                                            |                                           |                                           |                                           |                                           |                                           |                      |                      |                      |                      |                          |                          |                          |                          |                                      |                                      |                                      |                                      |                                      |                                      |                        |                        |                        |                        |                     |                     |                     |                     |                    |                    |                    |                    |                    |                    |  |  |  |  |  |  |  |  |  |  |  |  |  |  |  |  |  |  |  |  |  |  |  |  |
|  |  |  |  |  |  |  |  |  |  |  |  |  |  |  |  |  |  |  |  |  |  |                     |                     |                     |                     |                     |                     |  |  |  |  |                |                |                |                |                |                |                                            |                                           |                                           |                                           |                                           |                                           |                      |                      |                      |                      |                          |                          |                          |                          | Guidantonio 1404 – 1443              |                                      |                                      |                                      |                                      |                                      |                        |                        |                        |                        |                     |                     |                     |                     |                    |                    |                    |                    |                    |                    |  |  |  |  |  |  |  |  |  |  |  |  |  |  |  |  |  |  |  |  |  |  |  |  |
|  |  |  |  |  |  |  |  |  |  |  |  |  |  |  |  |  |  |  |  |  |  |                     |                     |                     |                     |                     |                     |  |  |  |  |                |                |                |                |                |                |                                            |                                           |                                           |                                           |                                           |                                           |                      |                      |                      |                      |                          |                          |                          |                          |                                      |                                      |                                      |                                      |                                      |                                      |                        |                        |                        |                        |                     |                     |                     |                     |                    |                    |                    |                    |                    |                    |  |  |  |  |  |  |  |  |  |  |  |  |  |  |  |  |  |  |  |  |  |  |  |  |
|  |  |  |  |  |  |  |  |  |  |  |  |  |  |  |  |  |  |  |  |  |  |                     |                     |                     |                     |                     |                     |  |  |  |  |                |                |                |                |                |                |                                            |                                           |                                           |                                           |                                           |                                           |                      |                      |                      |                      |                          |                          |                          |                          |                                      |                                      |                                      |                                      |                                      |                                      |                        |                        |                        |                        |                     |                     |                     |                     |                    |                    |                    |                    |                    |                    |  |  |  |  |  |  |  |  |  |  |  |  |  |  |  |  |  |  |  |  |  |  |  |  |
|  |  |  |  |  |  |  |  |  |  |  |  |  |  |  |  |  |  |  |  |  |  |                     |                     |                     |                     |                     |                     |  |  |  |  | Della Rovere · | Della Rovere · | Della Rovere · | Della Rovere · | Della Rovere · | Della Rovere · |                                            |                                           |                                           |                                           |                                           |                                           |                      |                      |                      |                      | Federico III 1444 – 1482 | Federico III 1444 – 1482 | Federico III 1444 – 1482 | Federico III 1444 – 1482 | Federico III 1444 – 1482             | Federico III 1444 – 1482             |                                      |                                      | Oddantonio 1443 – 1444               | Oddantonio 1443 – 1444               | Oddantonio 1443 – 1444 | Oddantonio 1443 – 1444 | Oddantonio 1443 – 1444 | Oddantonio 1443 – 1444 |                     |                     |                     |                     | Borgia ·           | Borgia ·           | Borgia ·           | Borgia ·           | Borgia ·           | Borgia ·           |  |  |  |  |  |  |  |  |  |  |  |  |  |  |  |  |  |  |  |  |  |  |  |  |
|  |  |  |  |  |  |  |  |  |  |  |  |  |  |  |  |  |  |  |  |  |  |                     |                     |                     |                     |                     |                     |  |  |  |  | Della Rovere · | Della Rovere · | Della Rovere · | Della Rovere · | Della Rovere · | Della Rovere · |                                            |                                           |                                           |                                           |                                           |                                           |                      |                      |                      |                      | Federico III 1444 – 1482 | Federico III 1444 – 1482 | Federico III 1444 – 1482 | Federico III 1444 – 1482 | Federico III 1444 – 1482             | Federico III 1444 – 1482             |                                      |                                      | Oddantonio 1443 – 1444               | Oddantonio 1443 – 1444               | Oddantonio 1443 – 1444 | Oddantonio 1443 – 1444 | Oddantonio 1443 – 1444 | Oddantonio 1443 – 1444 |                     |                     |                     |                     | Borgia ·           | Borgia ·           | Borgia ·           | Borgia ·           | Borgia ·           | Borgia ·           |  |  |  |  |  |  |  |  |  |  |  |  |  |  |  |  |  |  |  |  |  |  |  |  |
|  |  |  |  |  |  |  |  |  |  |  |  |  |  |  |  |  |  |  |  |  |  |                     |                     |                     |                     |                     |                     |  |  |  |  |                |                |                |                |                |                |                                            |                                           |                                           |                                           |                                           |                                           |                      |                      |                      |                      |                          |                          |                          |                          |                                      |                                      |                                      |                                      |                                      |                                      |                        |                        |                        |                        |                     |                     |                     |                     |                    |                    |                    |                    |                    |                    |  |  |  |  |  |  |  |  |  |  |  |  |  |  |  |  |  |  |  |  |  |  |  |  |
|  |  |  |  |  |  |  |  |  |  |  |  |  |  |  |  |  |  |  |  |  |  | Medici ·            | Medici ·            | Medici ·            | Medici ·            | Medici ·            | Medici ·            |  |  |  |  | Giovanni       | Giovanni       | Giovanni       | Giovanni       | Giovanni       | Giovanni       |                                            |                                           |                                           |                                           |                                           |                                           | Giovanna             | Giovanna             | Giovanna             | Giovanna             | Giovanna                 | Giovanna                 |                          |                          | Guidobaldo I 1482 – 1502 1504 – 1508 | Guidobaldo I 1482 – 1502 1504 – 1508 | Guidobaldo I 1482 – 1502 1504 – 1508 | Guidobaldo I 1482 – 1502 1504 – 1508 | Guidobaldo I 1482 – 1502 1504 – 1508 | Guidobaldo I 1482 – 1502 1504 – 1508 |                        |                        |                        |                        |                     |                     |                     |                     | Cesare 1502 – 1504 | Cesare 1502 – 1504 | Cesare 1502 – 1504 | Cesare 1502 – 1504 | Cesare 1502 – 1504 | Cesare 1502 – 1504 |  |  |  |  |  |  |  |  |  |  |  |  |  |  |  |  |  |  |  |  |  |  |  |  |
|  |  |  |  |  |  |  |  |  |  |  |  |  |  |  |  |  |  |  |  |  |  | Medici ·            | Medici ·            | Medici ·            | Medici ·            | Medici ·            | Medici ·            |  |  |  |  | Giovanni       | Giovanni       | Giovanni       | Giovanni       | Giovanni       | Giovanni       |                                            |                                           |                                           |                                           |                                           |                                           | Giovanna             | Giovanna             | Giovanna             | Giovanna             | Giovanna                 | Giovanna                 |                          |                          | Guidobaldo I 1482 – 1502 1504 – 1508 | Guidobaldo I 1482 – 1502 1504 – 1508 | Guidobaldo I 1482 – 1502 1504 – 1508 | Guidobaldo I 1482 – 1502 1504 – 1508 | Guidobaldo I 1482 – 1502 1504 – 1508 | Guidobaldo I 1482 – 1502 1504 – 1508 |                        |                        |                        |                        |                     |                     |                     |                     | Cesare 1502 – 1504 | Cesare 1502 – 1504 | Cesare 1502 – 1504 | Cesare 1502 – 1504 | Cesare 1502 – 1504 | Cesare 1502 – 1504 |  |  |  |  |  |  |  |  |  |  |  |  |  |  |  |  |  |  |  |  |  |  |  |  |
|  |  |  |  |  |  |  |  |  |  |  |  |  |  |  |  |  |  |  |  |  |  |                     |                     |                     |                     |                     |                     |  |  |  |  |                |                |                |                |                |                |                                            |                                           |                                           |                                           |                                           |                                           |                      |                      |                      |                      |                          |                          |                          |                          |                                      |                                      |                                      |                                      |                                      |                                      |                        |                        |                        |                        |                     |                     |                     |                     |                    |                    |                    |                    |                    |                    |  |  |  |  |  |  |  |  |  |  |  |  |  |  |  |  |  |  |  |  |  |  |  |  |
|  |  |  |  |  |  |  |  |  |  |  |  |  |  |  |  |  |  |  |  |  |  | Lorenzo 1516 – 1519 | Lorenzo 1516 – 1519 | Lorenzo 1516 – 1519 | Lorenzo 1516 – 1519 | Lorenzo 1516 – 1519 | Lorenzo 1516 – 1519 |  |  |  |  |                |                |                |                |                |                | Francesco Maria I 1508 – 1516 1521 – 1538  | Francesco Maria I 1508 – 1516 1521 – 1538 | Francesco Maria I 1508 – 1516 1521 – 1538 | Francesco Maria I 1508 – 1516 1521 – 1538 | Francesco Maria I 1508 – 1516 1521 – 1538 | Francesco Maria I 1508 – 1516 1521 – 1538 |                      |                      |                      |                      |                          |                          |                          |                          |                                      |                                      |                                      |                                      |                                      |                                      |                        |                        |                        |                        |                     |                     |                     |                     |                    |                    |                    |                    |                    |                    |  |  |  |  |  |  |  |  |  |  |  |  |  |  |  |  |  |  |  |  |  |  |  |  |
|  |  |  |  |  |  |  |  |  |  |  |  |  |  |  |  |  |  |  |  |  |  | Lorenzo 1516 – 1519 | Lorenzo 1516 – 1519 | Lorenzo 1516 – 1519 | Lorenzo 1516 – 1519 | Lorenzo 1516 – 1519 | Lorenzo 1516 – 1519 |  |  |  |  |                |                |                |                |                |                | Francesco Maria I 1508 – 1516 1521 – 1538  | Francesco Maria I 1508 – 1516 1521 – 1538 | Francesco Maria I 1508 – 1516 1521 – 1538 | Francesco Maria I 1508 – 1516 1521 – 1538 | Francesco Maria I 1508 – 1516 1521 – 1538 | Francesco Maria I 1508 – 1516 1521 – 1538 |                      |                      |                      |                      |                          |                          |                          |                          |                                      |                                      |                                      |                                      |                                      |                                      |                        |                        |                        |                        |                     |                     |                     |                     |                    |                    |                    |                    |                    |                    |  |  |  |  |  |  |  |  |  |  |  |  |  |  |  |  |  |  |  |  |  |  |  |  |
|  |  |  |  |  |  |  |  |  |  |  |  |  |  |  |  |  |  |  |  |  |  |                     |                     |                     |                     |                     |                     |  |  |  |  |                |                |                |                |                |                | Guidobaldo II 1538 – 1574                  |                                           |                                           |                                           |                                           |                                           |                      |                      |                      |                      |                          |                          |                          |                          |                                      |                                      |                                      |                                      |                                      |                                      |                        |                        |                        |                        |                     |                     |                     |                     |                    |                    |                    |                    |                    |                    |  |  |  |  |  |  |  |  |  |  |  |  |  |  |  |  |  |  |  |  |  |  |  |  |
|  |  |  |  |  |  |  |  |  |  |  |  |  |  |  |  |  |  |  |  |  |  |                     |                     |                     |                     |                     |                     |  |  |  |  |                |                |                |                |                |                |                                            |                                           |                                           |                                           |                                           |                                           |                      |                      |                      |                      |                          |                          |                          |                          |                                      |                                      |                                      |                                      |                                      |                                      |                        |                        |                        |                        |                     |                     |                     |                     |                    |                    |                    |                    |                    |                    |  |  |  |  |  |  |  |  |  |  |  |  |  |  |  |  |  |  |  |  |  |  |  |  |
|  |  |  |  |  |  |  |  |  |  |  |  |  |  |  |  |  |  |  |  |  |  |                     |                     |                     |                     |                     |                     |  |  |  |  |                |                |                |                |                |                | Francesco Maria II 1574 – 1621 1623 – 1631 |                                           |                                           |                                           |                                           |                                           |                      |                      |                      |                      |                          |                          |                          |                          |                                      |                                      |                                      |                                      |                                      |                                      |                        |                        |                        |                        |                     |                     |                     |                     |                    |                    |                    |                    |                    |                    |  |  |  |  |  |  |  |  |  |  |  |  |  |  |  |  |  |  |  |  |  |  |  |  |
|  |  |  |  |  |  |  |  |  |  |  |  |  |  |  |  |  |  |  |  |  |  |                     |                     |                     |                     |                     |                     |  |  |  |  |                |                |                |                |                |                |                                            |                                           |                                           |                                           |                                           |                                           |                      |                      |                      |                      |                          |                          |                          |                          |                                      |                                      |                                      |                                      |                                      |                                      |                        |                        |                        |                        |                     |                     |                     |                     |                    |                    |                    |                    |                    |                    |  |  |  |  |  |  |  |  |  |  |  |  |  |  |  |  |  |  |  |  |  |  |  |  |
|  |  |  |  |  |  |  |  |  |  |  |  |  |  |  |  |  |  |  |  |  |  |                     |                     |                     |                     |                     |                     |  |  |  |  |                |                |                |                |                |                | Federico Ubaldo 1621 – 1623                |                                           |                                           |                                           |                                           |                                           |                      |                      |                      |                      |                          |                          |                          |                          |                                      |                                      |                                      |                                      |                                      |                                      |                        |                        |                        |                        |                     |                     |                     |                     |                    |                    |                    |                    |                    |                    |  |  |  |  |  |  |  |  |  |  |  |  |  |  |  |  |  |  |  |  |  |  |  |  |